# Eberhard Werner
Pour les articles homonymes, voir Werner.
Eberhard Werner (né le 8 août 1924, mort le 23 septembre 2002) est un peintre allemand.

## Biographie
Eberhard Werner est né à Glogau en Basse-Silésie (aujourd'hui dans l'ouest de la Pologne). Il est le fils d'un imprimeur et éditeur de journaux. Après avoir été blessé pendant la guerre, il devient enseignant en Allemagne de l'Est, et étudie les arts plastiques à Erfurt.

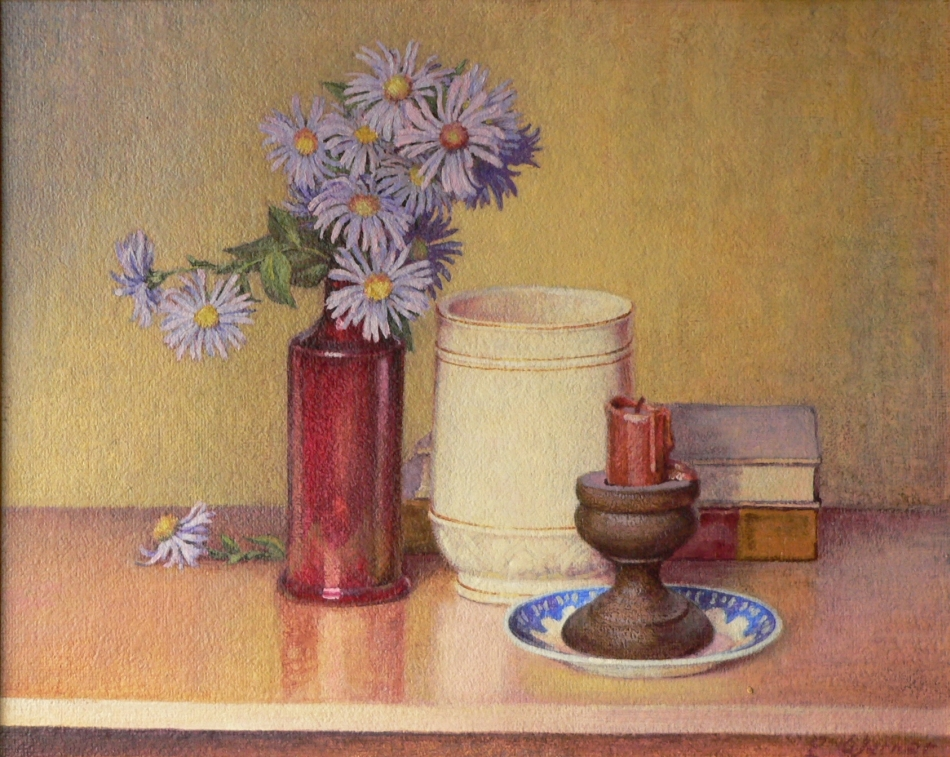
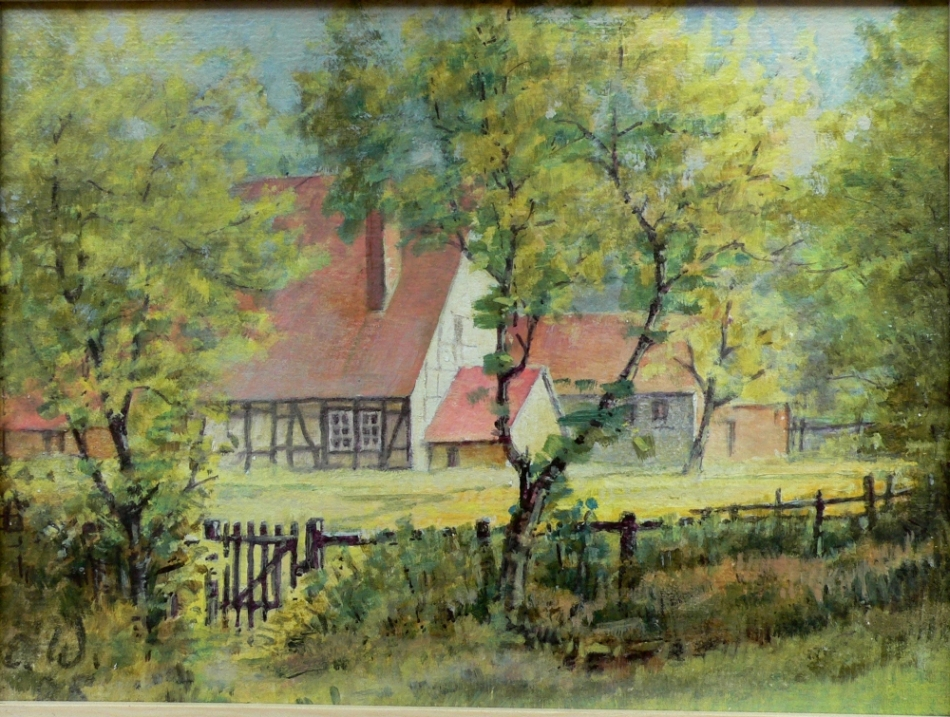
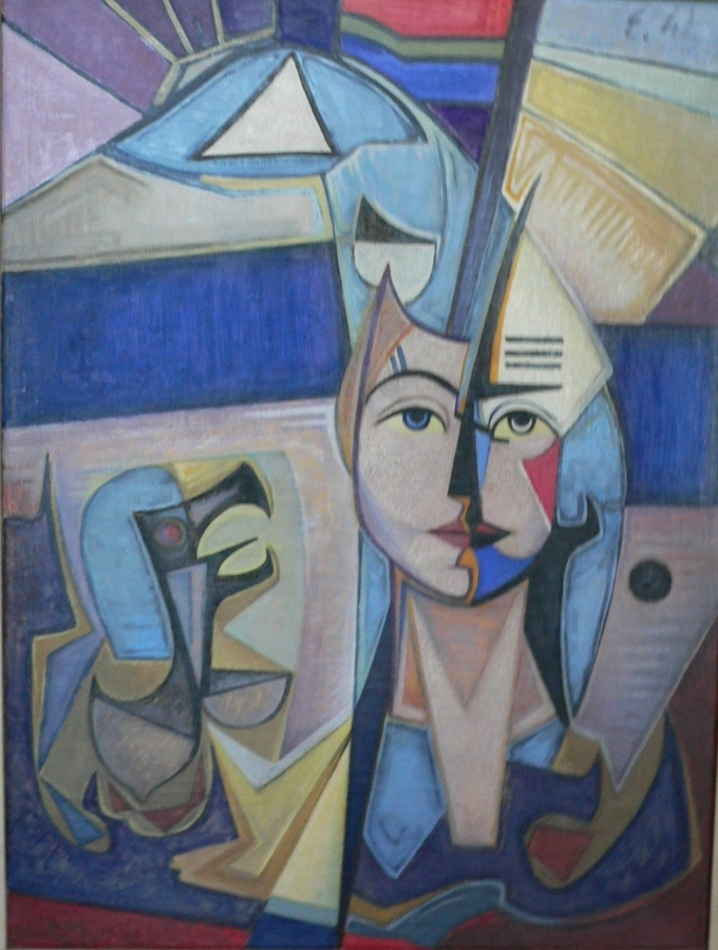
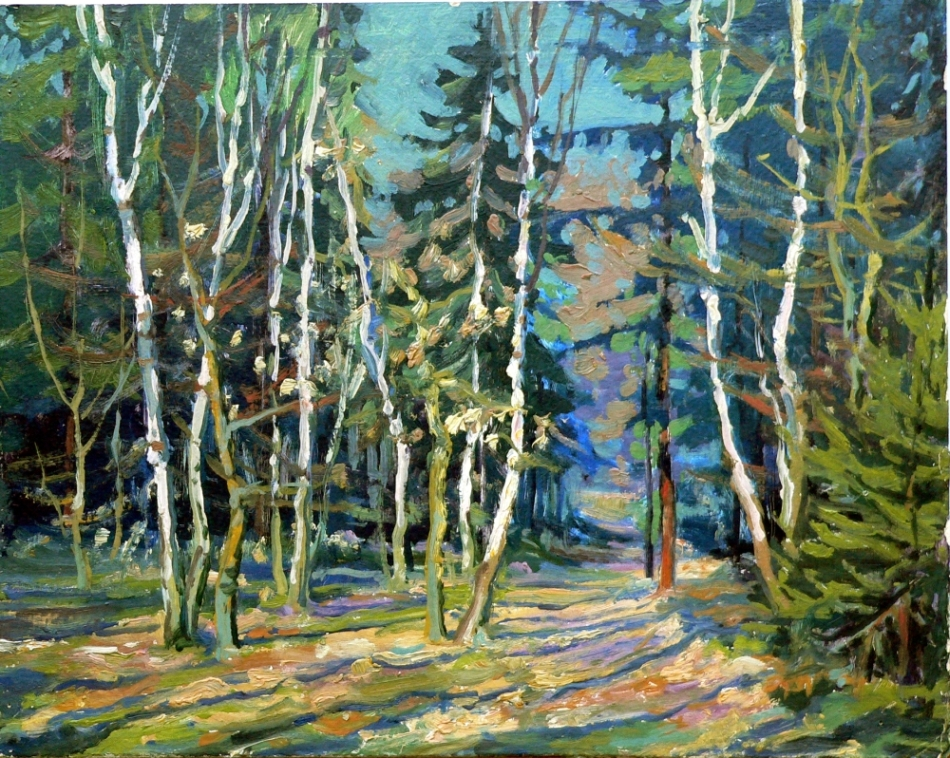
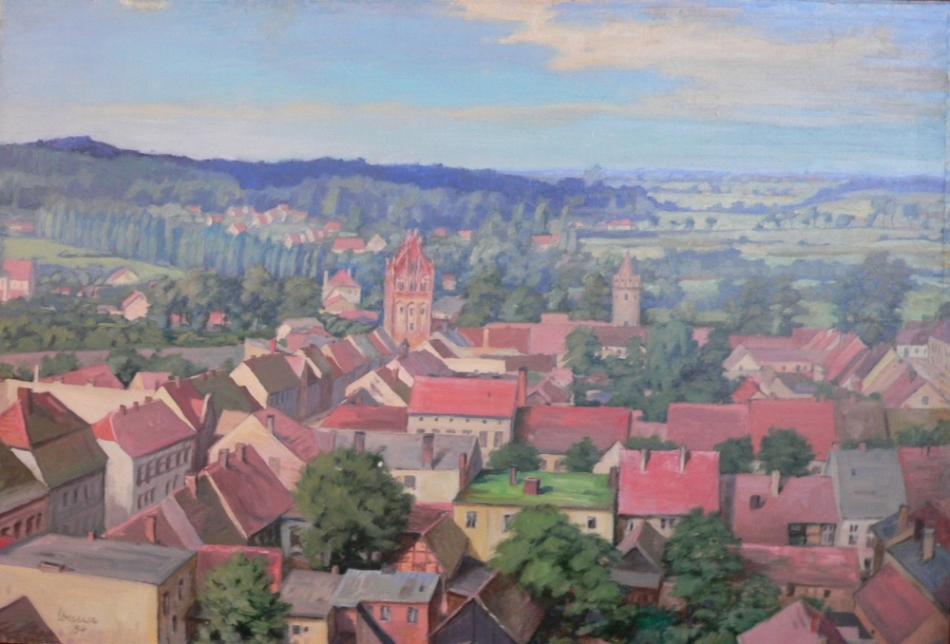
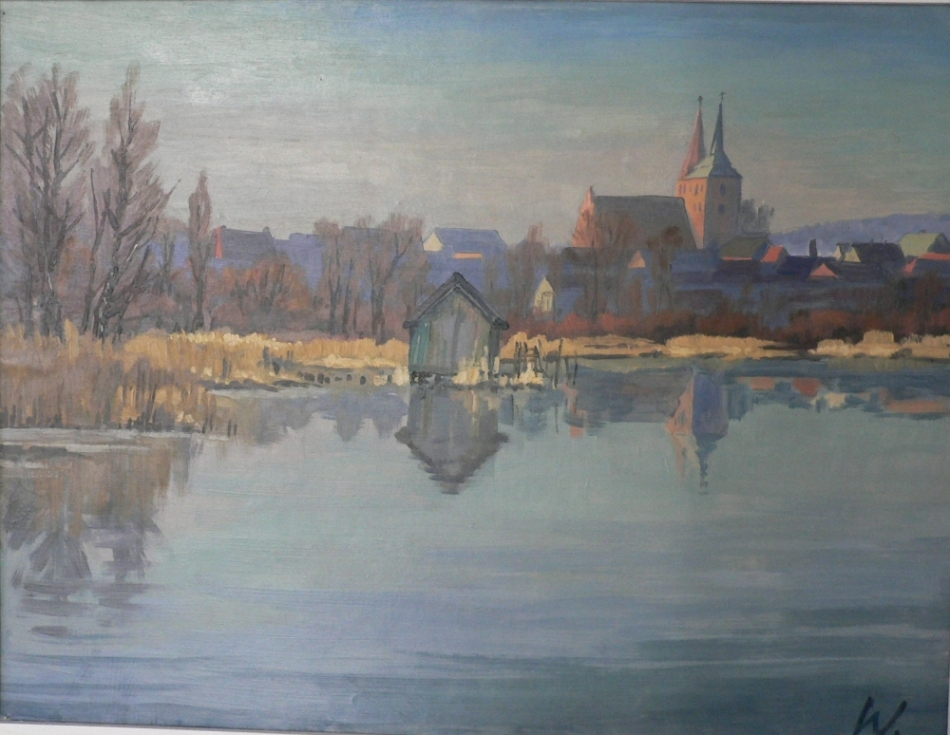